# Iszer Károly
Iszer Károly (Pest, 1861. január 8. – Budapest, 1929. október 28.) újságíró, sportszervező- és vezető, osztrák–magyar vasúttársaság uradalmainak igazgatója, magyar labdarúgó, nemzeti labdarúgó-játékvezető. A Testnevelési Tanács előadó tanácsosa. A magyar labdarúgás egyik meghonosítója. A labdarúgás mellett a kerékpársport szervezésében, a szövetség vezetésben is tevékeny szerepet játszott.

## Pályafutása

### Labdarúgóként
A labdarúgás egyik hazai meghonosítója: Stobbe Ferenc és Ray Ferenc társaságában ő alakította meg a Budapesti Torna Clubban (BTC) az első magyar labdarúgócsapatot, amelyben ő maga is játszott. Megszervezte az első nemzetközi labdarúgó-mérkőzést Magyarországon a Wiener Cricketer und Football Club és a  BTC csapatai közt, mely 1897. október 31-én került megrendezésre.

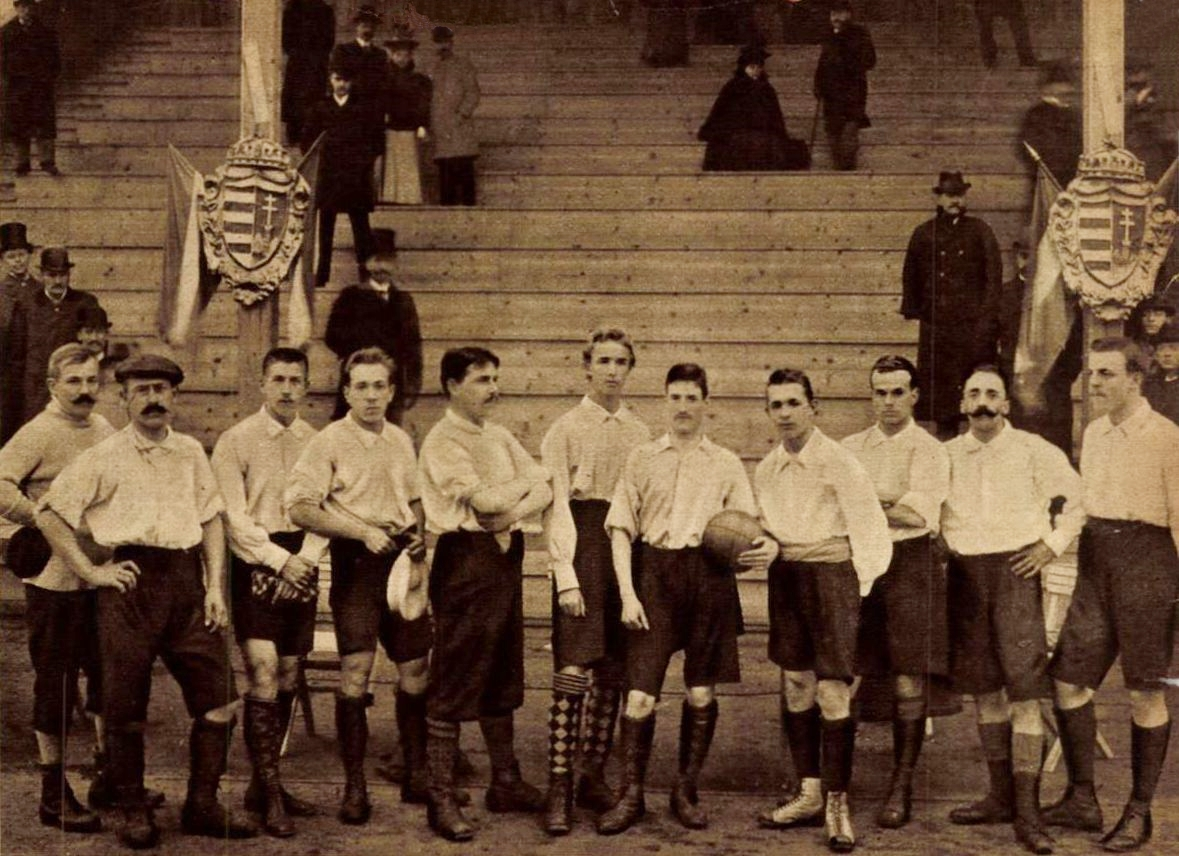
Az első nemzetközi mérkőzés. Iszer Károly balról az ötödik

### Labdarúgó-játékvezetőként
Gyakorlata valamint szabályismerete alapján vizsga nélkül, szükségből lett játékvezető. Az alakuló klubtalálkozókon, bemutató mérkőzéseken, az MLSZ által üzemeltetett bajnokságokban tevékenykedett. Játékvezetésből 1903-ban Budapesten az MLSZ Bíróvizsgáló Bizottság (BB) előtti elméleti és gyakorlati vizsgát tett. Küldési gyakorlat szerint rendszeres partbírói szolgálatot is végzett. 1901–1904 között a legjobb mérkőzésvezetők között tartották számon. Sportvezetői tevékenysége nem tette lehetővé, hogy az élvonalban bíráskodjon.

### Sportvezetőként
1891-től részt vett a Magyar Országos Torna Szövetség (MOTESZ) eseményeinek szervezésében. 1894-től az első világháborúig a szövetség egyik irányítója volt. 1893-ban a Magyar Kerékpáros Szövetség egyik alapítója volt. 1885-ben részt vett a Budapesti Torna Club (BTC) alapításában. Az egyesületben vezető szerepet töltött be, mint választmányi tag (1890), majd pénztárnok, alelnök (1900) és  elnök (1909).
Az 1896. évi nyári olimpiai játékokon saját költségén az egyik sportvezető volt, aki elkísérte a sportolókat. A Millenáris pálya fenntartására és bővítésére ő hozta létre a Budapesti Versenypálya Szövetséget, amely egyesítette az akkor működő valamennyi jelentős fővárosi sportegyletet. Részt vett az Magyar Labdarúgó-szövetség (MLSZ) megalapításában. Az alakuló közgyűlésen elnökölt. A szövetség alapszabályának egyik kidolgozója volt. Az MLSZ-ben a válogató bizottsági tagságon kívül soha nem vállalt semmilyen tisztséget. Érdemeinek elismeréséül őt választották az MLSZ első tiszteletbeli tagjának. 1901-ben és 1902-ben Stobbe Ferenccel együtt az első bajnokcsapat, a BTC edzéseit is irányította.
1904-ben a Magyar Olimpiai Bizottság tagja. 1909-ben előkészítette az első Magyar Testnevelési Kongresszust. Egyik alelnöke volt az Országos Testedző Egyesületek Szövetségének. 1913-ban jórészt az általa készített tervezet szerint alakult meg 1914-ben a magyar sport első csúcsszervezete, az Országos Testnevelési Tanács amelynek előadó tanácsosa.
1919-ben súlyosan megbetegedett. Ennek következményeképpen 1922-től visszavonult a sportélettől.
Az általa alapított Sportvilág című lap hasábjain igyekezett a labdarúgást népszerűségét hirdetni. 1896. november 30. - 1904. február 13. között a lap főszerkesztője. Írásai, cikkei jelentek meg a Magyarország, a Pesti Hírlap hasábjain. 1913-ban Kmetykó Jánossal közösen kiadta az Új testnevelési rendszer című könyvét.

## Szakmai sikerek

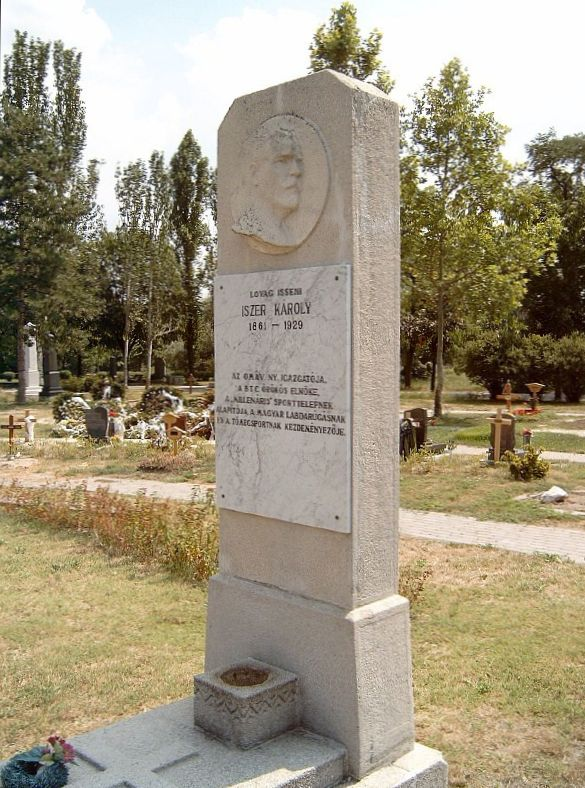
Iszer Károly sírja Budapesten. Kerepesi temető: 43-16-16. Csiszér János alkotása.

A BTC elnökeként áldozatos sportmunkájának elismeréseként 1901-ben megkapta a Ferenc József-rend lovag keresztjét. Emlékére a Budapesti TC serleget alapított.
1907-ben 10 esztendős fönnállását ünnepelte a magyar futball. Az MLSZ rendkívüli közgyűlésén Kárpáti Béla elnök Iszer Károly, Ray Ferenc és Stobbe Ferenc nevét - a magyar futballsport megalapítása körül szerzett érdemeikért - jegyzőkönyvbe örökítette meg.
1910 végén az MLSZ tízéves. A jubileumi díszközgyűlésen Kárpáti Bélának, Iszer Károlynak, Horváth Ferencnek a labdarúgásban kifejtett munkájuk elismeréseként márványtáblát ajándékozott, Stobbe Ferenc képét megfestette a tanácsterem részére, Ray Ferencnek pedig emlékérmet adományozott.
1920-ban a BTC örökös tiszteletbeli elnöke lett.
1925-ben a Budapest–Prága mérkőzés tiszta jövedelme Iszer Károlynak jutott, aki rendkívül súlyosan megbetegedett. Az MLSZ a kisebb csapatok rendszeres működésének biztosítása érdekében megalapította az Iszer-serleg bajnokságot.

## Külső hivatkozások
- Magyar életrajzi lexikon 1000–1990 - Iszer Károly
- http://gazsi80.web.elte.hu/mlsz/Nevek/I/Iszer_K%C3%A1roly.html